# Rens van der Wacht
Rens van der Wacht (Zaandam, 1 juni 1999) is een Nederlands voetballer die als middenvelder voor Jong AZ speelt.

## Carrière
Rens van der Wacht speelde in de jeugd van KFC en AZ. In het seizoen 2016/17 zat hij tweemaal op de bank bij Jong AZ, wat kampioen werd van de Tweede divisie en promoveerde naar de Eerste divisie. Het seizoen erna zat hij eenmaal op de bank. In het seizoen 2019/20 maakt hij deel uit van de selectie van Jong AZ. Hij debuteerde voor dit team op 20 september 2019, in de met 2-1 verloren uitwedstrijd tegen Almere City FC. Van der Wacht kwam in de 82e minuut in het veld voor Mohamed Taabouni.

### Statistieken
| Seizoen                         | Club           | Land           | Competitie     | Competitie | Competitie | Beker | Beker | Totaal | Totaal |
| Seizoen                         | Club           | Land           | Competitie     | Wed.       | Dlp.       | Wed.  | Dlp.  | Wed.   | Dlp.   |
| ------------------------------- | -------------- | -------------- | -------------- | ---------- | ---------- | ----- | ----- | ------ | ------ |
| 2016/17                         | Jong AZ        | Nederland      | Tweede divisie | 0          | 0          | –     | –     | 0      | 0      |
| 2017/18                         | Jong AZ        | Nederland      | Eerste divisie | 0          | 0          | –     | –     | 0      | 0      |
| 2019/20                         | Jong AZ        | Nederland      | Eerste divisie | 1          | 0          | –     | –     | 1      | 0      |
| Carrièretotaal                  | Carrièretotaal | Carrièretotaal | Carrièretotaal | 1          | 0          | 0     | 0     | 1      | 0      |
| Bijgewerkt op 22 september 2019 |                |                |                |            |            |       |       |        |        |